# Laura Dern
Laura Elizabeth Dern (Los Angeles, 10 febbraio 1967) è un'attrice statunitense.

Firma di Laura Dern

Per l'interpretazione dell'avvocato divorzista Nora Fanshaw in Storia di un matrimonio (2019) si è aggiudicata il Premio Oscar alla miglior attrice non protagonista, il Golden Globe, il Critics' Choice Award, il Premio BAFTA e lo Screen Actors Guild Award. Precedentemente, aveva ricevuto altre due candidature all'Oscar per Rosa Scompiglio e i suoi amanti (1991) e Wild (2014). Tra le altre pellicole degne di nota cui la Dern ha preso parte, spiccano Velluto blu (1986), Cuore selvaggio (1990), Jurassic Park (1993), La storia di Ruth, donna americana (1996), Jurassic Park III (2001), Mi chiamo Sam (2001), Inland Empire - L'impero della mente (2006), The Master (2012), Star Wars: Gli ultimi Jedi (2017) e Jurassic World - Il dominio (2022). Attiva anche sul piccolo schermo, Dern è vincitrice di altri quattro Golden Globe per i ruoli interpretati nei film televisivi Afterburn (1992) e Recount (2008) e nelle serie televisive Enlightened - La nuova me (2011-2013) e Big Little Lies - Piccole grandi bugie (2017-2019). Grazie a quest'ultima, ha anche ottenuto il suo primo Premio Emmy a fronte di sette candidature ricevute.

## Biografia
È la figlia di Bruce Dern e Diane Ladd, entrambi attori, nipote dell'attrice Mary Lanier e bisnipote dell'ex governatore dello Utah George Henry Dern; i suoi genitori avevano avuto un'altra figlia prima di lei, Diane Elizabeth Dern, nata nel 1961 e morta a soli diciotto mesi annegata nella piscina di famiglia; due anni dopo la sua nascita, i suoi genitori divorziarono. È stata diretta da David Lynch in Velluto blu (1986), Cuore selvaggio (1990) e Inland Empire - L'impero della mente (2006), oltre ad aver preso parte alla performance teatrale musicale Industrial Symphony No. 1: The Dream of the Brokenhearted nel 1989 e al revival di Twin Peaks nel 2017.
Prende parte in qualità di protagonista nel film Rosa Scompiglio e i suoi amanti (1991), affiancata dalla madre Diane. Entrambe le attrici ricevono la candidatura ai Premi Oscar 1992, diventando così la prima e tuttora unica coppia di madre e figlia a ottenere la candidatura al prestigioso premio per lo stesso film. Le due avevano precedentemente recitato insieme in altre due pellicole, sempre come madre e figlia: McKlusky, metà uomo metà odio (1973) e Cuore selvaggio (1990).
Successivamente, entra a far parte del cast di Jurassic Park (1993), primo capitolo della fortunata saga cinematografica e nello stesso periodo viene ingaggiata da Clint Eastwood per Un mondo perfetto. Inoltre, ha interpretato Ruth ne La storia di Ruth, donna americana (1996), debutto alla regia di Alexander Payne. A inizio anni duemila, ritorna con un ruolo secondario in Jurassic Park III (2001) e partecipa al film I giochi dei grandi (2004), per il quale riceve il premio come miglior attrice non protagonista dalla Boston Society of Film Critics.
Laura Dern ha lavorato spesso anche per la televisione: in particolare per il film televisivo Afterburn (1992), si è aggiudicata un Golden Globe per la miglior attrice in una mini-serie o film per la televisione e la prima candidatura ai Premi Emmy. Per i suoi ruoli da guest star in Fallen Angels e Ellen ha ricevuto altre due candidature agli Emmy. Ha poi recitato in West Wing - Tutti gli uomini del Presidente (2002) e prestato la voce per King of the Hill (2002-2003). Nel 2008 ha ricoperto il ruolo di Katherine Harris, ex segretario di Stato della Florida, nel film per la televisione Recount per cui vince il secondo Golden Globe.
Dopo essere stata insignita della stella numero 2420 nella Hollywood Walk of Fame, è protagonista della serie Enlightened - La nuova me, grazie a cui la Dern ottiene il terzo Golden Globe e la quarta nomina agli Emmy. Tra il 2012 e il 2014 torna ad occuparsi principalmente di cinema, lavorando nelle acclamate pellicole The Master e soprattutto Wild. Per quest'ultimo film viene diretta da Jean-Marc Vallée e viene acclamata dalla critica tanto da procurarsi una candidatura all'Oscar alla miglior attrice non protagonista nel 2015. Torna a lavorare con Vallée nel 2017, entrando a far parte del cast della serie Big Little Lies - Piccole grandi bugie nel ruolo di Renata Klein, grazie a cui vince, insieme al quarto Golden Globe, il suo primo Premio Emmy in carriera.
Nel 2019 riceve il plauso della critica per la sua magistrale interpretazione dell'avvocato divorzista Nora Fanshaw nel film prodotto da Netflix Storia di un matrimonio, che le vale numerosi riconoscimenti: oltre al quinto Golden Globe, nel 2020 l'attrice si aggiudica per la prima volta il Premio BAFTA, lo Screen Actors Guild Award e soprattutto il Premio Oscar. Nello stesso anno riprende dopo diciannove anni il ruolo della dottoressa Ellie Sattler, recitando a fianco di Chris Pratt, Bryce Dallas Howard, Isabella Sermon, Omar Sy, Sam Neill, Jeff Goldblum e BD Wong nel film Jurassic World - Il dominio di Colin Trevorrow.

## Vita privata
Dopo aver avuto relazioni con Kyle MacLachlan, Renny Harlin, Jeff Goldblum (dal 1995 al 1997) e Billy Bob Thornton, il 23 dicembre 2005 ha sposato il musicista Ben Harper dopo cinque anni di fidanzamento, da cui ha avuto due figli: Ellery (2001) e Jaya (2004). La coppia ha divorziato nel 2013.
Laura Dern è anche attivista e sostiene diverse cause di beneficenza, come The Children's Health Environmental Coalition, che mira ad accrescere la consapevolezza sulle sostanze tossiche che possono colpire la salute dei bambini.
Nel 2022, durante la promozione di Jurassic World: Dominion, ha scatenato una controversia con affermazioni di natura ageista sulla differenza di età di coppia parlando della differenza di età fra il suo personaggio in Jurassic Park, la dottoressa Ellie Sattler, e il personaggio di Sam Neill, il dottor Alan Grant.

## Filmografia

### Attrice

#### Cinema
- McKlusky, metà uomo e metà odio (White Lightning), regia di Joseph Sargent (1973) - non accreditata
- A donne con gli amici (Foxes), regia di Adrian Lyne (1980)
- Ladies and Gentlemen, the Fabulous Stains, regia di Lou Adler (1981)
- Teachers, regia di Arthur Hiller (1984)
- Dietro la maschera (Mask), regia di Peter Bogdanovich (1985)
- La prima volta (Smooth Talk), regia di Joyce Chopra (1985)
- Velluto blu (Blue Velvet), regia di David Lynch (1986)
- L'estate stregata (Haunted Summer), regia di Ivan Passer (1988)
- L'ombra di mille soli (Fat Man and Little Boy), regia di Roland Joffé (1989)
- Cuore selvaggio (Wild at Heart), regia di David Lynch (1990)
- Rosa Scompiglio e i suoi amanti (Rambling Rose), regia di Martha Coolidge (1991)
- Jurassic Park, regia di Steven Spielberg (1993)
- Un mondo perfetto (A Perfect World), regia di Clint Eastwood (1993)
- La storia di Ruth, donna americana (Citizen Ruth), regia di Alexander Payne (1996)
- Cielo d'ottobre (October Sky), regia di Joe Johnston (1999)
- Il dottor T & le donne (Dr T and the Women), regia di Robert Altman (2000)
- Daddy & Them - Una famiglia di pecore nere (Daddy and Them), regia di Billy Bob Thornton (2001)
- Jurassic Park III, regia di Joe Johnston (2001)
- Novocaine, regia di David Atkins (2001)
- Focus, regia di Neal Slavin (2001)
- Mi chiamo Sam (I am Sam), regia di Jessie Nelson (2001)
- I giochi dei grandi (We Don't Live Here Anymore), regia di John Curran (2004)
- Happy Endings, regia di Don Roos (2005)
- The Prize Winner of Defiance, Ohio, regia di Jane Anderson (2005)
- Lonely Hearts, regia di Todd Robinson (2006)
- Inland Empire - L'impero della mente, regia di David Lynch (2006)
- Year of the Dog, regia di Mike White (2007)
- The Monday Before Thanksgiving, regia di Courteney Cox – cortometraggio (2008)
- Tenderness, regia di John Polson (2009)
- Everything Must Go, regia di Dan Rush (2010)
- Vi presento i nostri (Little Fockers), regia di Paul Weitz (2010)
- The Master, regia di Paul Thomas Anderson (2012)
- Colpa delle stelle (The Fault in Our Stars), regia di Josh Boone (2014)
- Il tempo di vincere (When the Game Stands Tall), regia di Thomas Carter (2014)
- Wild, regia di Jean-Marc Vallée (2014)
- 99 Homes, regia di Ramin Bahrani (2014)
- 9 Kisses, regia di Elaine Costantine – cortometraggio (2014)
- Bravetown, regia di Daniel Duran (2015)
- Certain Women, regia di Kelly Reichardt (2016)
- The Founder, regia di John Lee Hancock (2016)
- Wilson, regia di Craig Johnson (2017)
- The Black Ghiandola, regia di Catherine Hardwicke, Theodore Melfi e Sam Raimi – cortometraggio (2017)
- The Good Time Girls, regia di Courtney Hoffman – cortometraggio (2017)
- Downsizing - Vivere alla grande (Downsizing), regia di Alexander Payne (2017)
- Star Wars: Gli ultimi Jedi (Star Wars: The Last Jedi), regia di Rian Johnson (2017)
- J.T. LeRoy, regia di Justin Kelly (2018)
- The Tale, regia di Jennifer Fox (2018)
- La verità negata, regia di Edward Zwick (2018)
- Un uomo tranquillo (Cold Pursuit), regia di Hans Petter Moland (2019)
- Storia di un matrimonio (Marriage Story), regia di Noah Baumbach (2019)
- Piccole donne (Little Women), regia di Greta Gerwig (2019)
- Jurassic World - Il dominio (Jurassic World: Dominion), regia di Colin Trevorrow (2022)
- The Son, regia di Florian Zeller (2022)
- Lonely Planet, regia di Susannah Grant (2024)
- Jay Kelly, regia di Noah Baumbach (2025)

#### Televisione
- Shannon – serie TV, episodio 1x01 (1981)
- Happy Endings, regia di Jerry Thorpe – film TV (1983)
- I tre desideri di Billy Grier (The Three Wishes of Billy Grier), regia di Corey Blechman – film TV (1984)
- Nightmare Classics – serie TV, episodio 1x03 (1989)
- Industrial Symphony No. 1: The Dream of the Brokenhearted, regia di David Lynch - opera teatrale musicale (1990)
- Afterburn, regia di Robert Markowitz – film TV (1992)
- Fallen Angels – serie TV, episodio 1x05 (1993)
- Down Came a Blackbird, regia di Jonathan Sanger – film TV (1995)
- The Siege at Ruby Ridge, regia di Roger Young – film TV (1996)
- Ellen – serie TV, episodio 4x22 (1997)
- The Larry Sanders Show – serie TV, episodio 6x08 (1998)
- Una decisione sofferta (The Baby Dance), regia di Jane Anderson – film TV (1998)
- A Natale tutto è possibile (A Season for Miracles), regia di Michael Pressman – film TV (1999)
- Tra queste mura (Within These Walls), regia di Mike Robe – film TV (2001)
- West Wing - Tutti gli uomini del Presidente (The West Wing) – serie TV, episodio 3x16 (2002)
- Damaged Care, regia di Harry Winer – film TV (2002)
- Recount, regia di Jay Roach – film TV (2008)
- Enlightened - La nuova me (Enlightened) – serie TV, 18 episodi (2011-2013)
- Kroll Show – serie TV, episodi 2x09-2x11 (2014)
- Drunk History – serie TV, episodio 2x02 (2014)
- The Mindy Project – serie TV, episodio 3x21 (2015)
- The Last Man on Earth – serie TV, episodio 3x10 (2017)
- Unbreakable Kimmy Schmidt – serie TV, episodio 3x03 (2017)
- Big Little Lies - Piccole grandi bugie (Big Little Lies) – serie TV, 14 episodi (2017-2019)
- Twin Peaks – serie TV, 9 episodi (2017)
- The Tale, regia di Jennifer Cox – film TV (2018)
- Palm Royale – serie TV, 10 episodi (2024)

### Doppiatrice
- Frasier – serie TV, episodio 3x06 (1995)
- Bastard Out of Carolina, regia di Anjelica Huston (1996) - voce narrante
- Goose, regia di Daniel Ivanick – cortometraggio (2002)
- King of the Hill - serie animata, episodi 6x08, 8x01 (2002-2003)
- F Is for Family - serie animata, 16 episodi (2015-2017)
- The White Lotus – serie TV, episodio 2x01 (2022)

### Produttrice
- Down Came a Blackbird, regia di Jonathan Sanger – film TV (1995) - produttrice esecutiva
- Damaged Care, regia di Harry Winer – film TV (2002) - co-produttrice
- Inland Empire - L'impero della mente, regia di David Lynch (2006) - co-produttrice
- Enlightened - La nuova me (Enlightened) – serie TV, 18 episodi (2011-2013) - produttrice esecutiva
- Se succede qualcosa, vi voglio bene (If Anything Happens I Love You), regia di Will McCormack e Michael Govier – cortometraggio (2020) - produttrice esecutiva
- Le piccole cose della vita (Tiny Beautiful Things) – miniserie TV (2023) - produttrice esecutiva

### Regista
- The Git – cortometraggio (1994)
- Call Me Crazy: A Five Film - segmento "Grace" (2013)

### Sceneggiatrice
- Enlightened - La nuova me (Enlightened) – serie TV

## Riconoscimenti
- Premio Oscar
  - 1992 – Candidatura per la migliore attrice per Rosa Scompiglio e i suoi amanti
  - 2015 – Candidatura per la migliore attrice non protagonista per Wild
  - 2020 – Migliore attrice non protagonista per Storia di un matrimonio
- Golden Globe
  - 1992 – Candidatura per la migliore attrice in un film drammatico per Rosa scompiglio e i suoi amanti
  - 1993 – Migliore attrice in una miniserie o film televisivo per Afterburn
  - 1999 – Candidatura per la migliore attrice in una miniserie o film televisivo per The Baby Dance
  - 2009 – Migliore attrice non protagonista in una serie per Recount
  - 2012 – Migliore attrice in una serie commedia o musicale per Enlightened - La nuova me
  - 2018 – Migliore attrice non protagonista in una serie per Big Little Lies - Piccole grandi bugie
  - 2019 – Candidatura per la migliore attrice in una miniserie o film televisivo per The Tale
  - 2020 – Migliore attrice non protagonista per Storia di un matrimonio
- BAFTA
  - 2020 – Migliore attrice non protagonista per Storia di un matrimonio
- Premio Emmy
  - 1992 – Candidatura per la migliore attrice in una miniserie o film televisivo per Afterburn
  - 2008 – Candidatura per la migliore attrice non protagonista in una miniserie o film televisivo per Recount
  - 2013 – Candidatura per la migliore attrice in una serie commedia per Enlightened - La nuova me
  - 2017 – Migliore attrice non protagonista in una miniserie o film televisivo per Big Little Lies - Piccole grandi bugie
  - 2018 – Candidatura per la migliore attrice in una miniserie o film televisivo per The Tale
  - 2020 – Candidatura per la migliore attrice non protagonista in una serie drammatica per The Tale
- Screen Actors Guild Award
  - 2009 – Candidatura per la migliore attrice in una miniserie o film televisivo per Recount
  - 2018 – Candidatura per la migliore attrice in una miniserie o film televisivo per Big Little Lies - Piccole grandi bugie
  - 2020 – Migliore attrice non protagonista per Storia di un matrimonio

## Doppiatrici italiane
Nelle versioni in italiano dei suoi lavori, Laura Dern è stata doppiata da:
- Isabella Pasanisi in Jurassic Park, Un mondo perfetto, Cielo d'ottobre, Daddy & Them - Una famiglia di pecore nere, Jurassic Park III, Novocaine, Inland Empire - L'impero della mente, Tenderness, Wilson, The Tale, Jurassic World - Il dominio
- Alessandra Korompay in Enlightened - La nuova me, Wild, Big Little Lies - Piccole grandi bugie, Twin Peaks, La verità negata, Storia di un matrimonio, The Son, Palm Royale, Lonely Planet
- Francesca Guadagno in Rosa scompiglio e i suoi amanti, Mi chiamo Sam, I giochi dei grandi, Vi presento i nostri, Unbreakable Kimmy Schmidt
- Laura Boccanera in West Wing - Tutti gli uomini del Presidente, Tra queste mura, The Last Man on Earth, Certain Women, The Founder
- Emanuela Rossi in Velluto blu, Fallen Angels, The Master
- Giuppy Izzo in Dietro la maschera, Cuore selvaggio
- Eleonora De Angelis in Happy Endings, 99 Homes
- Roberta Greganti in Lonely Hearts, Un uomo tranquillo
- Ilaria Stagni ne La storia di Ruth, donna americana
- Antonella Rendina in Una decisione sofferta
- Loredana Nicosia in A Natale tutto è possibile
- Claudia Balboni ne Il dottor T & le donne
- Tiziana Avarista in Recount
- Monica Ward in Colpa delle stelle
- Stefanella Marrama ne Il tempo di vincere
- Francesca Fiorentini in Downsizing - Vivere alla grande
- Gabriella Borri in Star Wars: Gli ultimi Jedi
- Claudia Catani in Piccole donne
- Selvaggia Quattrini in J.T. LeRoy
- Cristina Giachero in Cuore selvaggio (ridoppiaggio)

Da doppiatrice è sostituita da:
- Isabella Pasanisi in King of the Hill
- Giuppy Izzo in F Is for Family
- Eleonora Reti in Jurassic World Evolution
- Sara Ferranti in The White Lotus
- Francesca Fiorentini in Ozi - la voce della foresta